# 政治宣传技巧
政治宣傳是政治活動中常見的手段,用於影響公眾輿論和態度。不同的政治宣傳技巧包括利用媒體、語言、符號等方式,以達到特定的政治目的。這些技巧廣泛應用於選舉、政策推廣等場合,是政治活動中不可或缺的重要工具。然而,政治宣傳也可能存在操縱、歪曲事實等問題,因此需要公眾保持警惕和批判性思維。

## 常见技巧
- 诉诸人身

又称作人身攻击谬误，指在讨论时借着攻击、批评议论参与者与当前论题无关之个人因素并以之作为驳斥对方、或支持己方论证的理据。
- 诉诸反复

借由宣称某个观点已经被充分讨论多次，回避对某个断言提出举证。
- 诉诸权威

- 诉诸恐惧

- 诉诸成见

- 诉诸群众

将许多人或所有人所相信的事情视为真实。
- 必然胜利

- 加入人群

- 幸福的人们

- 谎言

- 非黑即白

- 经典条件反射

- 認知失調

- 普通人

- 个人崇拜

将某一在世的政治领袖塑造为理想化、英雄化的公众形象，并予以绝对的奉承和频繁的颂扬。
- 妖魔化敌人

- 独裁

- 假情报

- 吃闭门羹技巧

- 制造幸福感

- 恐惧、疑惑、怀疑

- 摇旗呐喊

- 得寸进尺法

- 光辉普照

利用正面、高质量的概念或信念，与想要宣传的事物连结在一起，让阅听人在没有验证或背景资料的情况下轻易接受或认同所诉求的讯息。
- 片面真理

- 標籤效應

对一个自然人、一个组织、一个地区给别人贴上标签之后所产生的效应，包括强化、自我认同、刻板印象。
- 观念接受程度

- 爱心轰炸（英语：Love bombing）

- 操纵新闻（英语：Managing the news）

- 环境控制（英语：Milieu control）

- 人身攻擊

- 混淆化（英语：Obfuscation）

- 诽谤，又称希特勒归谬法

宣称某个像希特勒般邪恶的人或团体也支持某主张，因此该主张无效。
- 操作制约

- 單因謬誤

- 断章取义

- 合理化

- 红鲱鱼

以修辞或文学的手法转移议题焦点与注意力。
- 反复法（英语：Repetition (rhetorical device)）

- 代罪羔羊

没有理由地将责备或灾难加之于特定的人或事上，让少部分的人或事承担所有问题的责任。
- 标语口号

以容易记忆的语句反复表达一个概念或目标。
- 刻板印象

由同一类型的人事物之中的某一个个体给旁人的观感，而产生对特定类型人、事、物的概括看法。
- 稻草人论证

- 证言法

- 第三方技法（英语：Third-party technique）

- 转化

又称联系法。这一方法将具有正面或负面效应的事物与另一个容易为公众接受的事物联系起来。例如将纳粹万字与其他符号相结合，或美国总统的图像与国旗相叠加。
- 有选择的真理

- 未声明的假设（英语：Unstated assumption）